# Маковецький Валерій Семенович
Валерій Семенович Маковецький (нар. 15 лютого 1961, м. Талди-Курган) — український підприємець, співзасновник Групи компаній Фокстрот і голова наглядової ради мережі магазинів побутової техніки та електроніки «Фокстрот».
Станом на 2018 займав 55 позицію у списку «100 найбагатших людей України» за версією журналу Фокус.
За версією журналу Forbes Україна за результатами 2020 року разом із партнером Геннадієм Виходцевим посів 23 місце у списку 25 найбільших рантьє України.

## Життєпис
Народився 15 лютого 1961 року в м. Талди-Курган (Казахстан).
У 1978 році закінчив загальноосвітню школу № 9 у м. Комунарськ на Луганщині. У 1984 закінчив на «відмінно» Комунарський гірничо-металургійний інститут, факультет технології машинобудування.
У 1981 рік — розпочав трудову діяльність на Комунарському металургійному заводі. З 1983 рік — працював токарем на Мелітопольському верстатобудівному заводі.
У 1985 рік — переїхав до Києва. Працював майстром механічного цеху виробничої дільниці на Київському виробничому об'єднанні імені Артема .

## Підприємництво
З 1994 року партнером по бізнесу Валерія Маковецького є Геннадій Виходцев. В 1994 ними заснований бізнес з оптового продажу побутової техніки та електроніки в Україні, а з 1996 вони спільно розвивають роздрібну мережу, зокрема й під назвою «Фокстрот».
В 1997 засновує бренд рітейлу побутової техніки та електроніки України «Фокстрот. Техніка для дому», а в 2004 став керівником Групи компаній «Фокстрот», яка розвиває бренди «Фокстрот. Техніка для дому» (омніканальний ритейл побутової та електронної техніки) і «Секунда» (годинниковий ритейл), а також «DEPO't Center» і «Fantasy Town» (управління нерухомістю) — нині ТМ «Фокстрот»..
У 2007 році Валерій Маковецький підтримав концепцію створення власних торгових марок. У портфель власних торгових марок Фокстроту входять наступні Private Label: Bravis, DELFA, LeChef.
З 2019 року Валерій Маковецький з партнерами Виходцевим Геннадієм Анатолійовичем та Геннадієм Григоровичем Молдавським інвестують у виробництво енергії з альтернативних джерел - зокрема у будівництво та експлуатацію сонячних станцій. Дві з них "Солінг 1" і "Солінг 2" розміщені у Миколаївській області, а "Солінг 3" у Чернівецькій області [ангажоване джерело].
Наприкінці 2020 року Група компаній "Фокстрот", яка розвиває бренд "Фокстрот", та "Microsoft Україна" розпочали переговори про потенційне співробітництво у галузі модернізації інформаційних систем.  Результатом переговорів став Меморандум про взаєморозуміння, який підписав Валерій Маковецький, Геннадій Виходцев та Ян Петер Де Йонг, директор «Microsoft Україна». Основними напрямками потенційного партнерства запланована допомога у цифровій трансформації, впровадження ритейл-інновацій та сучасних технологій на базі платформ Microsoft,.

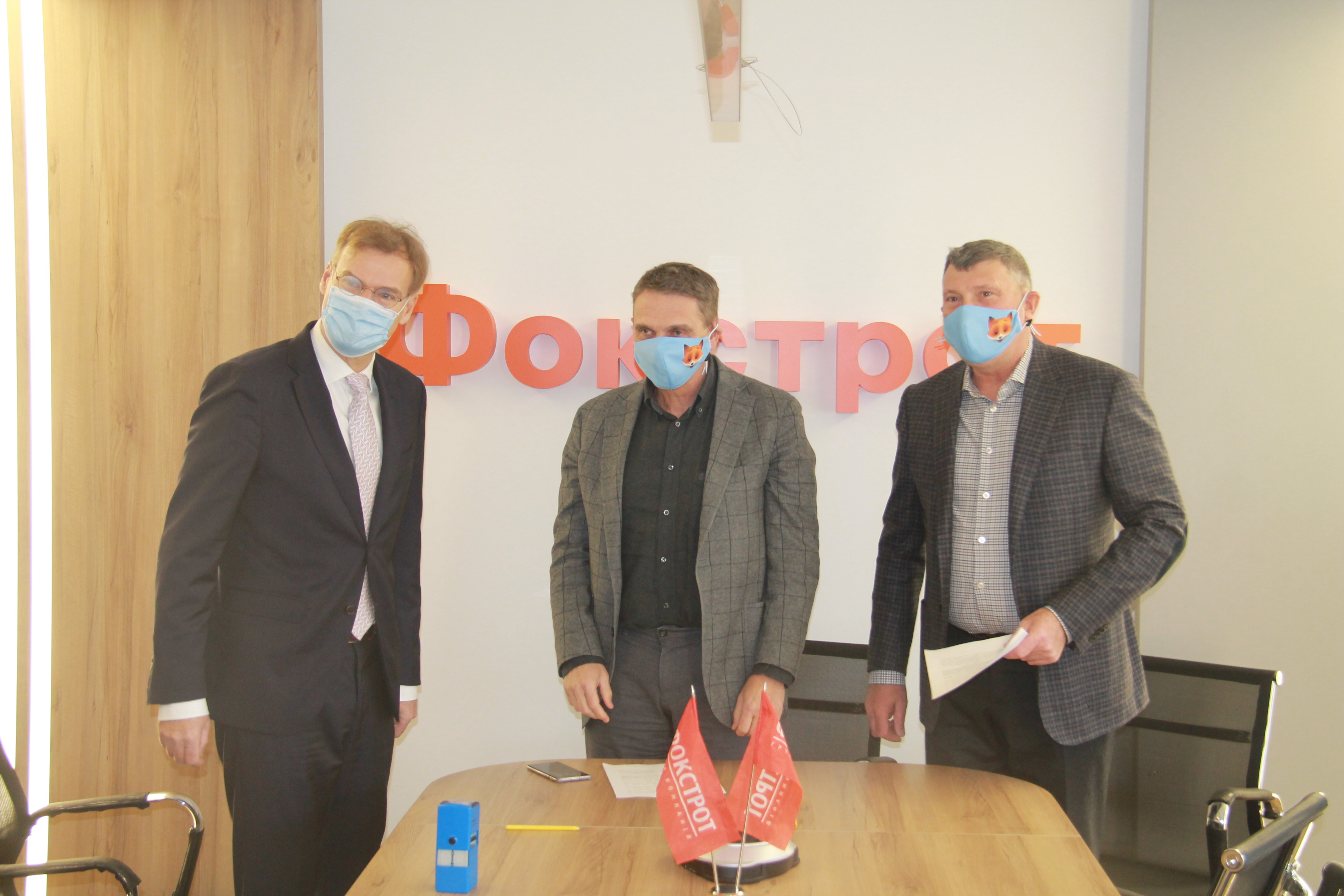
Валерій Маковецький, Геннадій Виходцев та Ян Петер Де Йонг, директор «Microsoft Україна», підписують Меморандум про взаєморозуміння

За результатами 2020 року бренд Фокстрот, співзасновником якого є Валерій Маковецький, увійшов до Топ-100 найдорожчих брендів України (галузь E-Commerce). Список найдорожчих національних брендів складено на основі відомостей і розрахунків дослідницької компанії MPP Consulting .
З вересня 2020 року покупці Фокстрот набули можливість отримувати електронні чеки замість звичайних, паперових. Задля цього торговельна мережа з вересня впровадила ПО РРО Checkbox (програмне забезпечення реєстраторів розрахункових операцій) у двох магазинах Києва у тестовому режимі, а з 1 листопада впровадила програмні каси, які видають електронні чеки, у всіх 164 своїх магазинах та офіційному інтернет-магазині бренду. На 1 червня 2021 торговельна мережа Фокстрот, співзасновником якого являється Валерій Маковецький, надала своїм покупцям майже 1 мільйон електронних фіскальних чеків,.

## Громадська діяльність
З 2003 року за сприяння Валерія Маковецького у Києві проходить Міжнародний фестиваль зі спортивних танців Парад надій. З цього ж року (2003) у рамках турніру проходить змагання за Кубок Фокстрот на найкраще виконання однойменного бального танцю.
З 2004 є членом оргкомітету Всеукраїнського проекту «Похід Пам'яті», спрямованого на збереження історичної пам'яті та допомагає ветеранам праці і війни.[джерело?]
З 2006 — член оргкомітету Всеукраїнського соціального проекту «Велике серце маленького життя», що підтримує обдарованих дітей-сиріт зі всієї України.[джерело?]
У 2009 матеріально підтримав створення повнометражного художнього фільму Маленьке життя (режисер Олександр Жовна) та став співорганізатором соціального проекту «Народний кінозал».[джерело?]
2008 року входить до оргкомітету Всеукраїнського соціального проекту «Школа безпеки», спрямованого на пропаганду правил безпечної поведінки та здорового способу життя серед дітей та шкільної молоді.
У 2012 році Маковецький виконав почесні обов'язки факелоносця в Естафеті олімпійського вогню. У 2012 році 8 українців взяли участь в естафеті по доставленню факела на новий Олімпійський стадіон для церемонії відкриття Олімпіади у Лондоні .
У 2013 став співорганізатором соціального проекту «Еко-клас», що покликаний підвищити ЕКО-культуру українців і сприяти зменшенню впливу людини на природу.[джерело?]
В 2018 став партнером Програми сприяння громадській активності «Долучайся!» соціальної ініціативи ENGAGE (за фінансування USAID) CASE Україна.
У 2018 році Маковецький повторно взяв участь в доставлянні факела з вогнем на Олімпійський стадіон у Пхьончхані, у Південній Кореї.[джерело?]

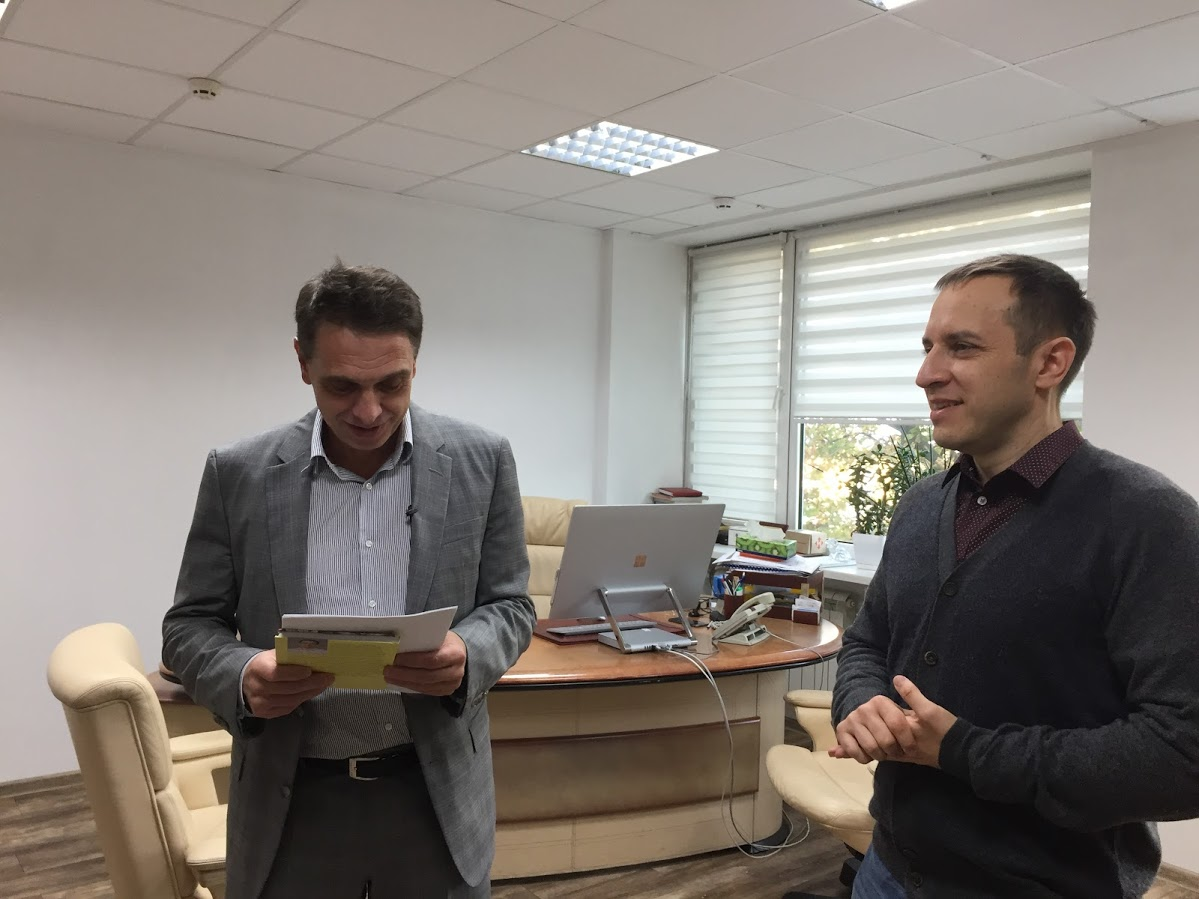
Валерій Маковецький вітає Олексія Геращенко у зв'язку з виходом книги

## Відзнаки
- 2008-й — Національним бізнес-рейтингом визнаний «Лідером галузі».[джерело?]
- 2008 р. — нагороджений орденом Української православної церкви рівноапостольного князя Володимира III ступеня за заслуги перед церквою за допомогу дітям, позбавлених батьківського тепла та турботи.[джерело?]
- 2009 р. — отримав подяку Прем'єр-міністра України «за багаторічну добросовісну працю, значний внесок у реформування внутрішньої торгівлі, розвиток підприємництва та формування ринкової інфраструктури в Україні».[джерело?]

## Особисте життя
Одружений. Виховав чотирьох дітей — трьох синів і доньку.